# Olympique Lyon
Olympique Lyon (også Olympique lyonnais eller Lyon) (Euronext: OLG

) er en fransk fodboldklub fra Lyon i Rhône-Alpes-regionen. Klubben var i en årrække landets ubetinget stærkeste med 7 ligatitler i træk fra 2002 til 2008. Olympique Lyon optræder i Ligue 1, og spiller sine hjemmekampe på Stade Gerland.

## Historie
Olympique Lyon blev stiftet i 1950, og har sidenhen vist sig som en af de stærkeste klubber i fransk fodbold. Den absolutte storhedstid har været 2000'erne, hvor klubben har sikret sig 7 mesterskaber i træk, mellem 2002 til 2008. Desuden har man vundet den franske pokalturnering Coupe de France 5 gange.

## Titler
- Ligue 1 (7): 2002, 2003, 2004, 2005, 2006, 2007, 2008

- Ligue 2 (3): 1951, 1954, 1989

- Coupe de France (5): 1964, 1967, 1973, 2008, 2012

- Coupe de la Ligue (1): 2001

- Trophée des Champions (8): 1973, 2002, 2003, 2004, 2005, 2006, 2007, 2012

## Nuværende spillertrup
Opdateret d. 26. marts 2025
| 1  | Brasilien       | Lucas Perri (MÅ)                       |
| 3  | Argentina       | Nicolás Tagliafico (FO)                |
| 4  | Elfenbenskysten | Paul Akouokou (MI)                     |
| 7  | Frankrig        | Jordan Veretout (MI)                   |
| 8  | Frankrig        | Corentin Tolisso (MI)                  |
| 10 | Frankrig        | Alexandre Lacazette (AN)               |
| 11 | Belgien         | Malick Fofana (AN)                     |
| 15 | USA             | Tanner Tessmann (MI)                   |
| 16 | Brasilien       | Abner (FO)                             |
| 18 | Frankrig        | Ryan Cherki (AN)                       |
| 19 | Senegal         | Moussa Niakhaté (FO)                   |
| 20 | Frankrig        | Saël Kumbedi (FO)                      |
| 22 | Angola          | Clinton Mata (FO)                      |
| 23 | Argentina       | Thiago Almada (MI) Skabelon:Fy spiller |
| 29 | Frankrig        | Enzo Molebe (AN)                       |
| 37 | Ghana           | Ernest Nuamah (AN)                     |
| 40 | Frankrig        | Rémy Descamps (MÅ)                     |
| 50 | Mali            | Lassine Diarra (MÅ)                    |
| 69 | Georgien        | Georges Mikautadze (AN)                |
| 31 | Serbien         | Nemanja Matic (MI)                     |
| 55 | Kroatien        | Duje Caleta-Car (FO)                   |
| 98 | England         | Ainsley Maitland-Niles (MI)            |

## Kendte spillere
- Fleury Di Nallo
- Éric Abidal
- Florent Malouda
- Ludovic Giuly
- Sylvain Wiltord
- Alexandre Lacazette
- Gregory Coupet
- Mathieu Valbuena
- Nabil Fekir
- Hatem Ben Arfa
- Jérémy Toulalan
- Christophe Jallet
- Hugo Lloris
- Sidney Govou
- Karim Benzema
- Yoann Gourcuff
- Samuel Umtiti
- Jean Tigana
- Anthony Martial
- Dejan Lovren
- Michael Essien
- Fabio Grosso
- Frédéric Kanouté
- John Carew
- Memphis Depay
- Miralem Pjanić
- Kim Källström
- Tiago
- Lisandro López
- Juninho
- Sonny Anderson
- Fred